# Ryōichi Fukushige
Ryōichi Fukushige (jap. 福重 良一, Fukushige Ryōichi; * 30. Januar 1971 in der Präfektur Wakayama) ist ein ehemaliger japanischer Fußballspieler.

## Karriere
Fukushige erlernte das Fußballspielen in der Schulmannschaft der Wakayama Technical High School und der Universitätsmannschaft der Osaka University of Health and Sport Sciences. Seinen ersten Vertrag unterschrieb er 1993 bei Kyōto Shiko (Kyōto Purple Sanga). Der Verein spielte in der zweithöchsten Liga des Landes, der Japan Football League. 1995 wurde er mit dem Verein Vizemeister der Japan Football League und stieg in die J1 League auf. Für den Verein absolvierte er 40 Spiele. 1997 wechselte er zum Zweitligisten Otsuka Pharmaceutical. Für den Verein absolvierte er 55 Spiele. Ende 1998 beendete er seine Karriere als Fußballspieler.